# Xyris sanguinea
Xyris sanguinea är en gräsväxtart som beskrevs av Pieter Vermeulen och Gustaf Oskar Andersson Malme. Xyris sanguinea ingår i släktet Xyris och familjen Xyridaceae. IUCN kategoriserar arten globalt som otillräckligt studerad. Inga underarter finns listade i Catalogue of Life.